# 百角形
百角形（ひゃくかくけい、ひゃくかっけい、hectogon）は、多角形の一つで、100本の辺と100個の頂点を持つ図形である。内角の和は17640°、対角線の本数は4850本である。

## 正百角形

### 正百角形の作図
正百角形は定規とコンパスによる作図ができる図形である。
正百角形は折紙により作図ができる図形である。